# Ирако-катарские отношения
Ирако-катарские отношения — двусторонние дипломатические отношения между Ираком и Катаром.

## История
С 1980 по 1988 год Катар финансово поддерживал Ирак во время боевых действий против Ирана. В 1990 году произошло иракское вторжение в Кувейт, а Катар принял решение вступить в антииракскую коалицию. Катар  являлся политическим и экономическим сторонником Организации освобождения Палестины (ООП) и после иракской оккупации Кувейта стал осуждать союзнические отношения между этой организацией и Саддамом Хусейном. Ранее Катар выступал против присутствия военно-морских сил сверхдержав в Персидском заливе, но после иракского вторжения в Кувейт разрешил военным США, Канады и Франции действовать со своей территории. В 1991 году Катар направил своих военнослужащих для участия в международной военной операции против Ирака.
В сентябре 2015 года Катар назначил посла в Ираке спустя 25 лет после разрыва дипломатических отношений между странами. В 2017 году ряд арабских стран разорвали отношения с Катаром, но Ирак занял сторону Дохи в этом конфликте и отказался прекращать дипломатические контакты с этой страной.

## Торговля
В апреле 2016 года эмир Катара Тамим бин Хамад Аль Тани распорядился выделить 10 млн. долларов США для оказания экономической помощи жителям Ирака. 

## Дипломатические представительства
- Ирак имеет посольство в Дохе[8].
- У Катара имеется посольство в Багдаде[9].